# カット野菜

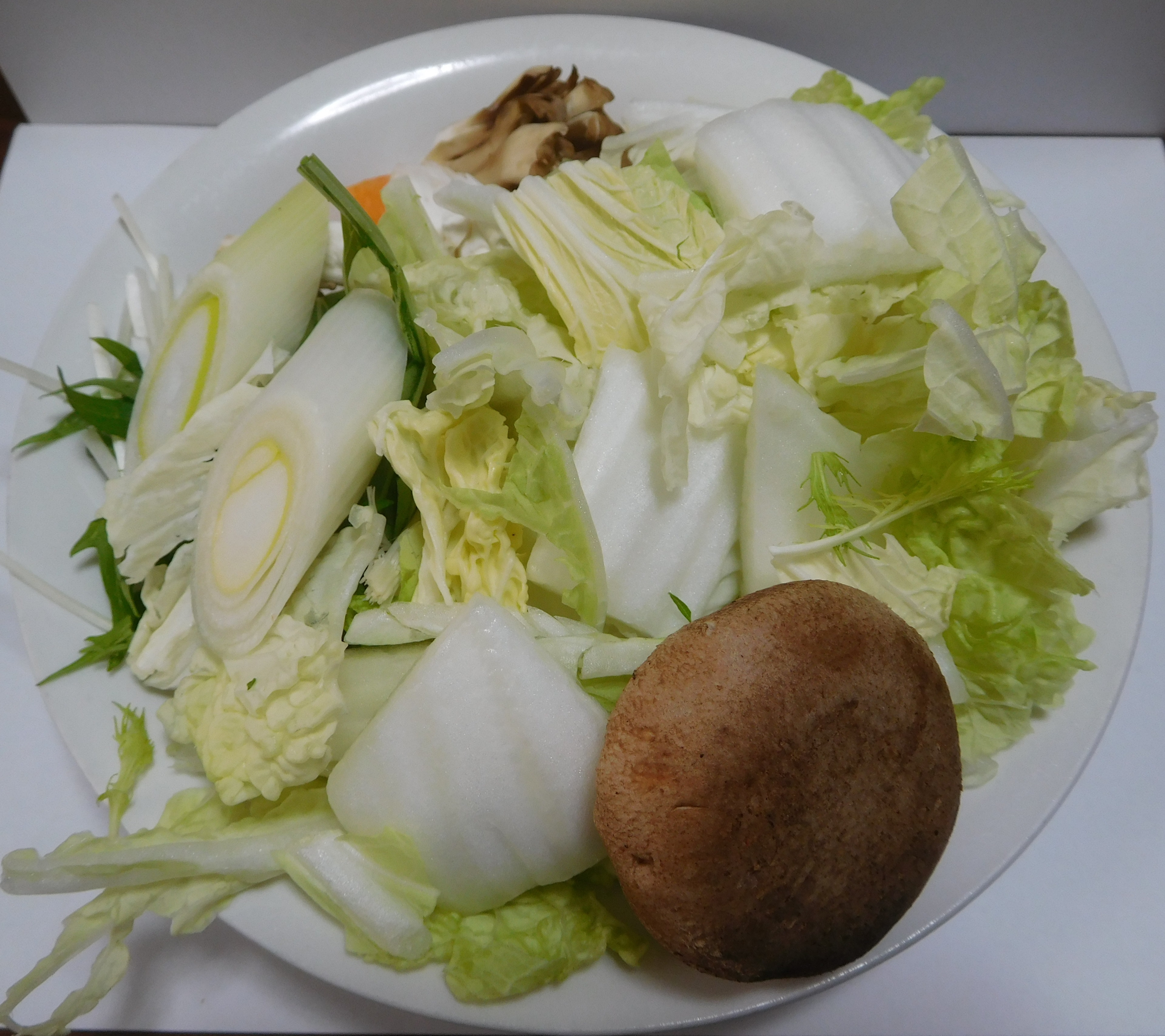
鍋用のカット野菜

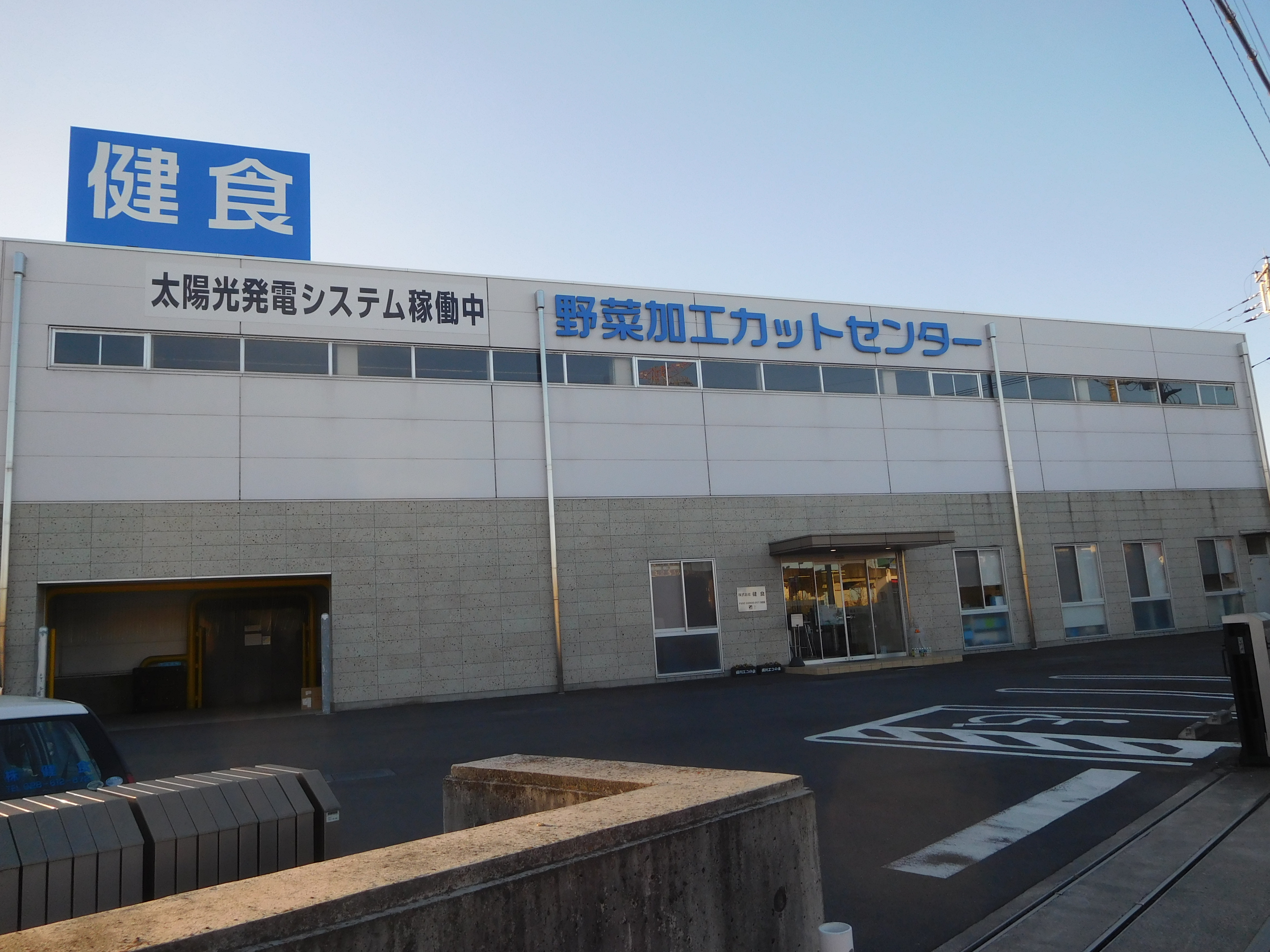
カット野菜工場（栃木県宇都宮市）

カット野菜（カットやさい）は、一定の付加価値を付ける目的などから新鮮な野菜をカットして提供される製品。なお、新鮮な果実をカットして提供される製品はカット果実という。

## カット野菜の形態
カット野菜の代表的な形態は量販店等で袋に入れられた状態で販売されているサラダやカップサラダである。また外食や内食向けに野菜を千切りや角切り、たんざく切り、乱切り等に加工した商品もカット野菜と呼ばれる。ただしカット野菜には公的な定義がなく、統計調査では、剥きタマネギや芯抜きキャベツなど野菜に付加価値を付ける目的で加工した商品はカット野菜とし、量販店等が仕入れた野菜の価格低減や数量調整を目的に野菜をカットして販売する場合はカット野菜から除外するなど一定の基準を設けて調査が行われる。
アメリカの全米生鮮農産物協会ではカット野菜はバックドサラダ（Bagged saladまたはPackaged salad）と付加価値野菜（Value added vegetables）に大別している。バックドサラダはレタスなどの葉物野菜を主体に袋やカップサラダの形態で販売されるものである。また、付加価値野菜には、付け合わせ用にブロッコリーやカリフラワーなどを電子レンジで直接調理できるようにしたサイドディッシュ（Side Dish）、セロリやベビーキャロットなどにディップソースを添えて商品化した大人数向けのトレイ（Trays）や少人数向けの軽食（Snacking）、食事用の準備アイテムとしてパスタなど野菜以外の食材を合わせソースで味付けされている調理セット（Meal Prep）などに分類される。

## 購入理由
タキイ種苗による調査「2020年野菜の総括」によると、カット野菜の購入理由は、「料理の時間が節約できる」が最も多く、「一度に使う量がちょうどいい（使い切れる）」、「値段が手ごろ」の順になっている。

## カット野菜の栄養価
カット野菜は水洗いした後、殺菌液に漬けてから販売されているが、例えば千切りのキャベツを約15分間水に浸した後のビタミンC残存率は約85％で水に浸した後もそれほど減ることはないとされる。ただし、市販のカット野菜には一般的に淡色野菜が多く緑黄色野菜の量が少ないものが目立つという指摘がある。
冷凍加工についても冷凍野菜（熱湯処理を約20秒行った後に瞬間冷凍）のビタミンやミネラルは約1年間ほとんど減少しないことが報告されており、市販の冷凍野菜は安価となる旬の時期に出回ったものが使用されているため栄養素も多い時期のものが冷凍されている。ただしビタミンCは解凍すると溶け出てしまうため、凍ったままの状態で調理したほうが良いとされる。